# Henry Pelham-Clinton, 5.º Duque de Newcastle

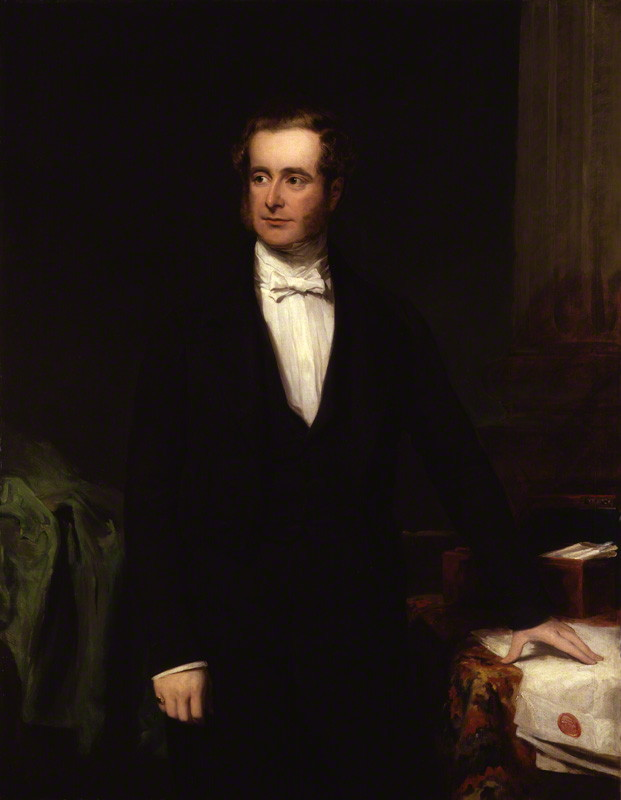
Henry Pelham Pelham-Clinton

Henry Pelham Fiennes Pelham-Clinton, 5.º Duque de Newcastle-under-Lyne KG, PC (22 de maio de 1811–18 de outubro de 1864), também conhecido como Conde de Lincoln até 1851, foi um político britânico. Era filho de Henry Pelham Pelham-Clinton, 4.º Duque de Newcastle-under-Lyne.
Foi secretário de estado da Guerra (1854-55), secretário de estado das Colónias (1859-1864), e secretário de estado da Guerra e Colónias (1852-54).